# Forstera sedifolia
Forstera sedifolia är en tvåhjärtbladig växtart som beskrevs av Carl von Linné d.y.. Forstera sedifolia ingår i släktet Forstera och familjen Stylidiaceae. Inga underarter finns listade i Catalogue of Life.